# Doppellizenzspieler
Doppellizenzspieler ist ein Terminus technicus aus dem Bereich Sport. Es bedeutet, dass der Regelfall, nur für einen einzigen Verein innerhalb einer Saison  tätig zu sein, auf Zeit ausgesetzt wird.
Dies trifft insbesondere bei relativ jungen Spielern zu, damit sie einerseits in einer Aufbaumannschaft, andererseits in einer rangniedrigeren Mannschaft oft des gleichen Vereins trainieren können, oder aber eines Kooperationspartners. In letzterem Fall erfolgt im Gegensatz zur Förderlizenz oft kein sportlicher Aufstieg in die ranghöhere Mannschaft, der Einsatz dort dient lediglich dem Training. Gelegentlich schmücken sich Vereine mit sogenannten Doppellizenzern.
Es gibt aber auch Fälle, in denen Spieler außerhalb des Alters der Förderlizenz in Doppellizenz spielen. Voraussetzung ist, dass bei einem Vereinswechsel der Spieler unter dem Vorbehalt ablösefrei überlassen wird, auf ihn bei Bedarf in genau definierten  Fällen zurückgreifen zu können. Dann muss der übernehmende Verein den Spieler an den abgebenden Verein kostenlos ausleihen.